# سیارک ۴۴۹۹
سیارک ۴۴۹۹ (به انگلیسی: 4499 Davidallen، نامگذاری:1989AO3) چهار هزار و چهارصد و نود و نهمین سیارک کشف شده‌است که در ۴ ژانویه ۱۹۸۹ کشف شد.
قدر مطلق سیارک برابر ۱۲٫۲۰ است.